# Wegmier
De wegmier (Lasius niger), ook wel gewone wegmier, zwarte wegmier of zwartbruine wegmier, is een mierensoort uit de onderfamilie van de schubmieren (Formicinae).

## Uiterlijk
De kleur varieert van donkerbruin tot zwart, de dichte lichaamsbeharing is zilverachtig, met daartussen enkele langere haren. De langere lichaamsbeharing ontbreekt echter bij de mergelmier (Lasius alienus), van wie ze nauwelijks te onderscheiden is. De werksters zijn zo'n 3-5 mm lang. De koningin wordt zo'n 9 millimeter lang. De geslachtsmieren zijn donkerbruin en de vleugels zijn doorzichtig.

## Kolonie
In een mierennest is er één functionele koningin. Tijdens de stichtingsfase van een nieuwe kolonie kan het voorkomen dat enkele pas bevruchte wijfjes samen de eerste eitjes leggen - men spreekt dan van pleometrose. Wanneer echter de eerste werksters verschijnen, worden alle koninginnen gedood behalve één - dit noemt men dan secundaire monogynie. Het kan wel zo zijn dat als de bevruchte wijfjes afkomstig zijn van hetzelfde nest dat de pleometrose langer stand houdt. Eind juli en begin augustus zijn de bruidsvluchten; de mannetjes en de koninginnen verlaten dan het nest. Alleen de sterkste mannetjes kunnen de koninginnen bijhouden en bevruchten hen boven in de lucht. De werksters worden twee tot drie jaar oud, met uitzondering van de eerste werksters. Deze bereiken een leeftijd van ongeveer twee maanden. Dit komt omdat in de stichtingsfase de koningin de gehele fase in haar nest blijft. Tijdens deze tijd eet ze niet en breekt ze haar vliegspieren af. Dit creëert een eiwitrijke substantie die wordt gevoerd aan de eerste larven. Hiervan is slechts een gelimiteerde hoeveelheid. Na het uitkomen van de eerste mieren wordt er voedsel van buiten gehaald. Hierdoor kan er meer worden gevoerd, en wordt de levensverwachting verlengd.
De nesten bevinden zich vaak onder tegels of onder boomschors. Soms worden ook zandhopen gemaakt. De mieren leven van de uitscheiding van bladluizen die ze melken. De koningin en larves hebben eiwit nodig om te groeien en eieren te leggen.

## Voorkomen
De wegmier komt voor in een groot deel van het Palearctisch gebied. De soort leeft in vele biotopen, mits niet te droog. Ze is ook in tuinen te vinden, en 's zomers soms binnenshuis. In Nederland en België is de soort zeer algemeen.